# ヘンケル・フォン・ドナースマルク家

ヘンケル・フォン・ドナースマルク家の紋章

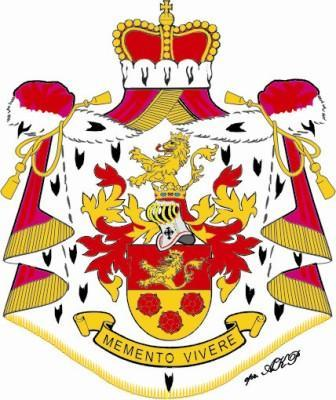
1901年にプロイセン王国貴族として創設されたヘンケル・フォン・ドナースマルク侯爵家の紋章

ヘンケル・フォン・ドナースマルク家（Henckel von Donnersmarck）は、シュレージエン地方の貴族・実業家の家系。その家系を遡ると上部ハンガリーのツィープス地方（現在のスロヴァキア領スピシュ地方）に起源を持ち、家名はドナースマルク（現在のスロヴァキア領スピシュスキー・ストロヴルトク）に由来する。

## 歴史
ヘンケル・フォン・ドナースマルク家は、1417年8月1日に、当時コンスタンツ公会議が開催されていたコンスタンツにおいて、ローマ王およびハンガリー王のジギスムント・フォン・ルクセンブルクが、ヘンケル・デ・クイントフォロ家（Henkel de Quintoforo）の3兄弟、ペーター、ヤーコプおよびニコラウスに対し、紋章を授与したことに始まる。
ラツァルス・ヘンケル、1607年よりラツァルス1世・ヘンケル・フォン・ドナースマルク（Lazarus I. Henckel von Donnersmarck、1551年 - 1624年）は、大商人、銀行家、鉱山採掘業者であった。彼は神聖ローマ皇帝ルドルフ2世に対して資金融資を行い、ヘンケル・フォン・ドナースマルク家の繁栄の基礎を築いた。
その息子のラツァルス2世（Lazarus II. Henckel von Donnersmarck、1573年 - 1664年）は、1636年12月18日に神聖ローマ皇帝フェルディナント2世により帝国男爵（Reichsfreiherr）の称号を授けられ、1651年7月29日にはチロル州侯のフェルディナント・カール大公によって帝国伯（Reichsgraf）の称号を授けられた。さらには1661年3月5日に皇帝レオポルト1世によりボヘミアの伯爵位を与えられている。
皇帝レオポルト1世は1697年11月14日、レオ・フェルディナント（Leo Ferdinand Henckel von Donnersmarck、1640年 - 1699年）に対し、その所領のボイテン（現在のポーランド領ビトム）を自由シュタンデスヘル領（Freie Standesherrschaft）とし、同家を実質的な独立の支配者家門とした。
1901年1月18日、ドイツ皇帝ヴィルヘルム2世はグイド・ヘンケル・フォン・ドナースマルク伯爵（Guido Henckel von Donnersmarck、1830年 - 1916年）に、プロイセン王国の侯爵（フュルスト）の爵位を授けた。グイド侯の資産は1913年時点で2億5400万マルクの資産であったと見積もられ、グスタフ・クルップ・フォン・ボーレン・ウント・ハルバッハに次いでプロイセンで2番目の資産家だった。侯爵は1916年5月8日に障害者支援のための基金「ドナースマルク侯爵家財団（Fürst-Donnersmarck-Stiftung）」を創設したことでも知られている。
同家の一員で映画監督のフロリアン・ヘンケル・フォン・ドナースマルク伯爵（1973年 - ）は2007年、映画『善き人のためのソナタ』の監督としてアカデミー外国語映画賞を受賞し、オスカーを手にした。